# 端姑賽西拉祖丁
端姑赛西拉祖丁（1943年5月16日—），玻璃市第八位拉惹，也是马来西亚第12任最高元首，2001年12月当选，2002年4月举行登基典礼，至2006年12月卸任。

## 出生
端姑賽西拉祖丁出生于玻璃市亚娄，是家中的次子，他的父亲端姑赛布特拉是玻璃市第七位拉惹，曾在1960年至1965年出任马来西亚最高元首。2000年4月17日，其父亲逝世后，他继位成为玻璃市州拉惹，2001年5月7日举行登基仪式。

## 青年时期
西拉杰丁年曾在英国韦灵伯勒公校和桑赫斯特皇家军事学院学习，1960年被立为玻璃市州王储，1967年曾任玻璃市州摄政。

## 马来西亚最高元首
马来西亚第11任最高元首、雪兰莪苏丹沙拉胡丁11月21日因病逝世于任上，12月12日，马来统治者会议举行特别会议，推选他为马来西亚第12任最高元首，任期5年。12月13日，他在吉隆坡的国家皇宫宣誓就职。
任内，他于2003年10月31日接受首相马哈迪·莫哈末的辞职，并委任其副手阿都拉·巴达威成为首相，见证了马哈迪22年时代的结束。
2005年获新加坡颁授淡马锡勋章。
2006年12月13日，端姑賽西拉祖丁卸任，登嘉楼苏丹端姑米占·再纳·阿比丁继任成为马来西亚最高元首。